# Separador (teoria das categorias)
Na teoria das categorias, um separador, família separadora, gerador ou família geradora para uma categoria C é uma família S de objetos de C, tal que, para quaisquer morfismos paralelos f, g : c → d em C que sejam "indistinguíveis por morfismos a partir de S", isto é,
para quaisquer s ∈ S e h : s → c, f ∘ h = g ∘ h,
então f = g.
Dualmente, T é cosseparador ou cogerador para C quando
para quaisquer t ∈ T e h : d → t, h ∘ f = h ∘ g,
implica f = g.

## Exemplos
- A família consistindo de um conjunto de um elemento é separador para a categoria das conjuntos.
- A família dos grupos cíclicos finitos é separador para a categoria dos grupos abelianos finitos.[2]
- A família consistindo do intervalo fechado [0 … 1] é cosseparador para a categoria dos espaços compactos de Hausdorff, pelo lema de Urysohn.[3]